# 6 вересня
6 вересня — 249-й день року (250-й у високосні роки) в григоріанському календарі. До кінця року залишається 116 днів.

## Свята і пам'ятні дні

### Міжнародні
- День читання книг.

### Національні
- Болгарія: День об'єднання.
- Бонайре: День прапора.
- Есватіні: Національне свято Королівства Свазіленд. День Незалежності. (1968)
- Пакистан: День оборони або День армії.
- Сан-Томе і Принсіпі: День збройних сил.
- США: Національний день кавового морозива.

### Релігійні

#### Західне християнство
- Пам'ять пророка Захарія;
- Пам'ять святих Беґґи[en], Ґондульфа Мецького[en], Маґнуса Фюссенського[en], Онисифора та Шаньоальда[en].

#### Східне християнство[1]
- Спомин чуда архистратига Михаїла в Хонах (Колосах);
- Пам'ять мучеників Євдоксія, Зинона і Макарія[sr], Ромила[en] і з ним багатьох інших;
- Пам'ять преподобних Архипа Херотопського[sr], Давида Єрмопольського, Киріака, Фавста, пресвітера, Авива[en], диякона, і з ними 11 мучеників;
- Пам'ять священномученика Кирила Гортинського;
- Києво-Братської й Арапетської ікон Божої Матері.

## Іменини
✝  Католицькі: Беґґа, Ґондульф, Євген/Євгенія, Захарій, Магнус, Онисифор, Шаньоальд.
✙ Православні: Авив, Архип, Давид, Євдоксій, Зинон, Макарій, Михайло, Кирило, Киріак, Ромил, Фавст.

## Події
- 1716 — у Бостоні закінчилося будівництво першого американського маяка
- 1770 — почалося будівництво Олександрівського форштадта, з якого згодом виросло місто Олександрівськ (тепер Запоріжжя)
- 1776 (ніч проти 7 вересня) — під час війни північно-американських штатів за незалежність американська субмарина Turtle провела першу у світі підводну атаку (спроба підірвати британський корабель Eagle)
- 1819 — Томас Бланчард запатентував токарний верстат
- 1852 — у Манчестері відкрита перша безкоштовна бібліотека Великої Британії
- 1859 — в дагестанському аулі Гуніб російські війська полонили Імама Шаміля, духовного та політичного лідера мусульман Північного Кавказу, чим припинили регулярний спротив народів Чеченії та Дагестану
- 1873 — створена Шотландська федерація футболу, одна з найстарших у світі
- 1885 — Болгарське князівство і напівавтономна область Османської імперії Східна Румелія оголосили про своє об'єднання
- 1891 — зійшовши з пароплава «Орегон» у порту Квебек, уродженці с. Небилів Іван Пилипів і Василь Єлиняк започаткували хвилю української еміграції до Канади
- 1928 — Народний комісар освіти УСРР Скрипник Микола Олексійович затвердив «Український правопис 1928 року», який ще називався «скрипниківський», «харківський», що діяв до 1933 року.
- 1939 — Третій Рейх окупував Краків.
- 1952 — у Женеві підписана Всесвітня конвенція про авторське право.
- 1968 — під час запису так званого «Білого альбому» Бітлз Ерік Клептон записав гітарне соло для пісні Джорджа Гаррісона While My Guitar Gently Weeps.
- 1974 — офіційне відкриття АЕС «Козлодуй» у Народній Республіці Болгарія.
- 1989 — через комп'ютерну помилку 41 тисяча парижан одержали листи, які сповіщали про те, що замість порушень правил дорожнього руху ними скоєні вбивства й грабежі.
- 1991 — на засіданні Держради СРСР визнано незалежність Литви, Латвії та Естонії.
- 1991 — Ленінграду повернуто назву Санкт-Петербург.
- 2007 — Національний банк України випустив у обіг пам'ятну монету «Іван Богун» із серії «Герої козацької доби».
- 2022 — Початок контрнаступу України в Харківській області.
- 2022 — Ліз Трасс стає Прем'єр-міністром Великої Британії.

## Народились
Дивись також Категорія:Народились 6 вересня
- 1475 — Себастьяно Серліо, італійський теоретик архітектури.
- 1757 — Марі Жозеф де Лафаєт, французький політичний діяч, учасник трьох революцій: Американської війни за незалежність, Французької революції та Липневої революції 1830 року.
- 1766 — Джон Дальтон, британський хімік і фізик, відомий теорією корпускулярної будови матерії та дослідженнями кольорової сліпоти
- 1860 — Лаура Джейн Аддамс, американський соціолог і філософ, лавреат Нобелівської премії миру 1931 року
- 1863 — Дмитро Граве, український математик, почесний академік АН СРСР
- 1892 — Едвард Віктор Епплтон, британський фізик, лауреат Нобелівської премії 1947 року «за дослідження фізики верхніх шарів атмосфери, особливо за відкриття так званого шару Епплтона»
- 1897 — Іван Микитенко, український прозаїк, драматург
- 1906 — Луїс Федеріко Лелуар, аргентинський біохімік французького походження, лауреат Нобелівської премії 1970 року
- 1908 — Л'юїс Ессен, британський фізик, творець кварцових і атомних годинників
- 1913 — Леонідас да Сілва, легендарний бразильський футболіст
- 1924 — Михайло Брайчевський, український історик.
- 1936 — Вірна Лізі, італійська акторка, відома за фільмами «Чорний тюльпан», «Як вбити свою дружину», «Королева Марго» (пом. 2014)
- 1943 — Роджер Вотерс, лідер британської групи «Pink Floyd»
- 1957 — Жозе Сократеш, португальський політичний діяч, прем'єр-міністр Португалії
- 1960 — Перрі Бамонт, клавішник британської групи «The Cure»
- 1961 — Пол Воктор-Савой, гітарист норвезької групи A-ha
- 1969 — Енджі Евергарт, американська акторка («Останній кіногерой»)
- 1971 — Долорес О'Ріордан, вокалістка ірландської групи The Cranberries
- 1973 — Ґреґ Руседськи, британський тенісист.
- 1974 — Ніна Перссон, вокалістка шведської групи The Cardigans

## Померли

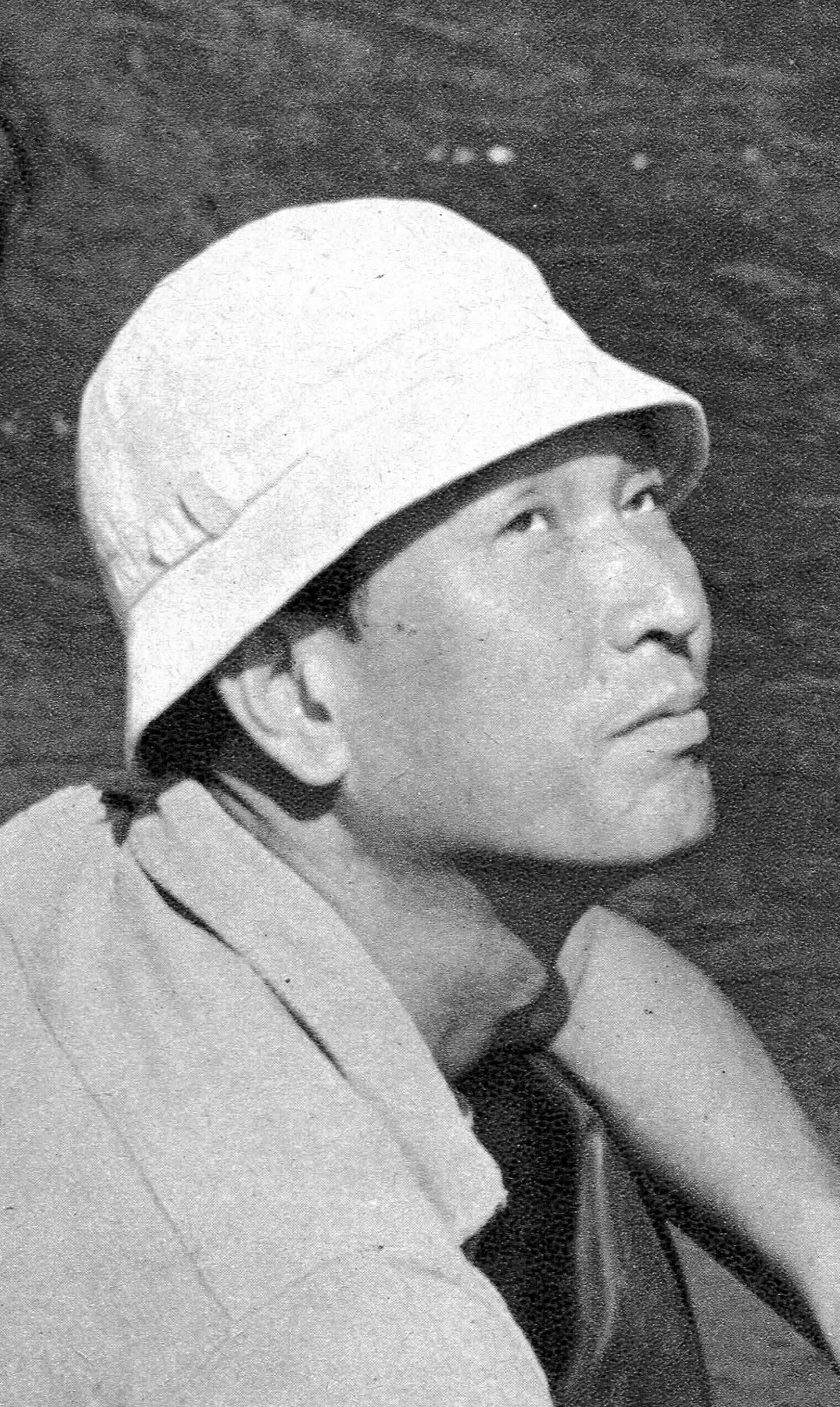
Акіра Куросава на зйомках фільму «Сім самураїв» (грудень 1953)

Дивись також Категорія:Померли 6 вересня
- 1559 — Гарофало, італійський живописець, представник Феррарської школи
- 1566 — Сулейман І Пишний, османський султан (1520–1566), найвизначніший правитель Європи XVI ст., дружиною якого була Роксолана («Русинка»)
- 1719 — Карло Чіньяні, італійський живописець, представник болонської школи
- 1978 — Адольф Дасслер, бізнесмен, розробник різних видів спортивного взуття та спорядження, поширених нині у світі. Засновник компанії з виробництва спортивної продукції «Adidas».
- 1998 — Куросава Акіра, японський кінорежисер
- 2007 — Лучано Паваротті, італійський тенор
- 2021 — Жан-Поль Бельмондо, французький актор